# Josep Maria Pou
Josep Maria (o José María) Pou Serra (Mollet del Vallès, Barcelona, 19 de noviembre de 1944) es un actor y director teatral español.

## Biografía

### Inicios
Josep Maria nació en 1944 en la localidad barcelonesa de Mollet del Vallés. Tras pasar por la Universidad Laboral de Tarragona y dar sus primeros pasos en el teatro de aficionados y universitario, en 1967 marchó a Madrid para estudiar en la Real Escuela Superior de Arte Dramático. En esta época participó en sus primeros montajes profesionales, entre los que destaca su debut, en 1968 con el histórico Marat Sade dirigido por Adolfo Marsillach.

### Teatro
Tras finalizar sus estudios en 1970, ingresó en la compañía titular del Teatro Nacional María Guerrero de la mano de José Luis Alonso. Ese mismo año debutó con Romance de lobos, de Valle-Inclán.
A lo largo de su carrera ha protagonizado una cincuentena de montajes teatrales, a las órdenes de prestigiosos directores como Calixto Bieito en El rey Lear, Josep Maria Flotats (en La gavina y en Àngels a Amèrica), Mario Gas (Golfus de Roma), Pilar Miró (La verdad sospechosa) o el citado Marsillach.
En 2004 recibió el Premio Nacional de Teatro de la Generalidad de Cataluña por su papel en la obra Celobert, dirigida por Ferrán Madico, y por su lectura de Bartleby, l'escrivent.
En 2005 presenta su proyecto personal hasta la fecha, dirigido, protagonizado y producido por él mismo: La cabra o ¿quién es Sylvia? (La Cabra o qui és Sylvia? en catalán). Con este espectáculo recibió múltiples reconocimientos, entre los que destacatan el Premio Nacional de Teatro, el Premio Internacional Terenci Moix o cuatro Premios Max (mejor director de escena, mejor espectáculo, mejor adaptación teatral y mejor empresario).
Ha ejercido como director artístico del Teatro La Latina, en Madrid y del Teatro Romea, en Barcelona.

### Cine y televisión
Paralelamente a su carrera teatral, ha trabajado de forma regular en cine y televisión. Su debut en la gran pantalla fue en 1963 con La mujer prohibida de José Luis Ruiz Marcos. Desde entonces ha trabajado con algunos directores como José Luis Garci, Carlos Saura, Ventura Pons, Fernando Colomo, Pilar Miró, Montxo Armendáriz, Francesc Bellmunt, Pere Portabella, José María Forqué o Alejandro Amenábar, quien le dirigió en la oscarizada Mar adentro.
En 1964 llegó su estreno televisivo en Estudio 1 de TVE, dando vida al personaje de Felipe IV en la representación de Las Meninas de Buero Vallejo. Posteriormente vendrían varios trabajos más en la pequeña pantalla, generalmente en series de ficción, entre los que destacan sus papeles protagonista en Estació d'enllaç de TV3 (1994), Policías, en el corazón de la calle de Antena 3 (1999), Ángels i Sants de TV3 (2005) o Nit i dia (2017).

### Radio
Gran aficionado a la radio, en su juventud creó varios programas musicales, llegando a ganar un concurso de locutores en organizado por Radio Barcelona. Entre julio de 1985 y septiembre de 1999 realizó, junto con Concha Barral, un programa semanal en Radio 1 de Radio Nacional de España, titulado La calle 42 dedicado al teatro musical. Posteriormente, en 2006, colaboró en SER Cataluña con una sección de teatro, primero en el programa Tot és comèdia y posteriormente en L'Hora L de Radio Barcelona.

## Cine
- 1973 - La mujer prohibida, José Luis Ruiz Marcos
- 1974 - La madrastra, Roberto Gavaldón
- 1975 - La espada negra, Francisco Rovira Beleta
- 1976 - El segundo poder, José María Forqué
- 1977 - Reina Zanahoria, Gonzalo Suárez
- 1981 - Adolescencia, Germán Lorente
- 1984 - La noche más hermosa, Manuel Gutiérrez Aragón
- 1985 - El caballero del dragón, Fernando Colomo
- 1986 - Madrid, Basilio Martin Patino
- 1986 - Hay que deshacer la casa, José Luis García Sánchez
- 1987 - Berlen blues, Ricardo Franco
- 1987 - Remando al viento, Gonzalo Suárez
- 1987 - El complot dels anells, Francesc Bellmunt
- 1989 - La bañera, Jesús Garay
- 1989 - Pont de Varsovia, Pere Portabella
- 1991 - Los papeles de Aspern, Jordi Cadena
- 1993 - El pájaro de la felicidad, Pilar Miró
- 1994 - Hermana, pero ¿qué has hecho?, Pedro Masó
- 1994 - Historias del Kronen, Montxo Armendáriz
- 1995 - La duquesa roja, Francesc Betriu
- 1995 - El efecto mariposa, Fernando Colomo
- 1995 - Tot veri, (Puro veneno), Xavier Ribera
- 1995 - Gran Slalom, Jaime Chávarri
- 1996 - El crimen del cine Oriente, Pedro Costa
- 1997 - Subjudice, Josep Maria Forn
- 1997 - Los años bárbaros, Fernando Colomo
- 1998 - Goya en Burdeos, Carlos Saura
- 1998 - Pepe Guindo, Manuel Iborra
- 1998 - Una pareja perfecta, Francesc Betriu
- 1998 - Amic/Amat, Ventura Pons
- 1998 - La hora de los valientes, Antonio Mercero
- 2003 - Mar adentro, Alejandro Amenábar
- 2003 - Sévigné, Marta Balletbó
- 2003 - Las viandas, José A. Bonet (c)
- 2004 - Beneath Still Waters, Brian Yuzna
- 2004 - Tiovivo c. 1950, José Luis Garci
- 2006 - Miguel y William, Inés París
- 2007 - Barcelona (un mapa), Ventura Pons
- 2008 - Carlitos y el campo de los sueños, Jesús del Cerro
- 2009 - Màscares, Elisabet Cabeza y Esteve Riambau[6]
- 2012 - Blancanieves, Pablo Berger
- 2014 - Murieron por encima de sus posibilidades, Isaki Lacuesta
- 2017 - Abracadabra, Pablo Berger
- 2018 - El reino, Rodrigo Sorogoyen
- 2018 - El árbol de la sangre, Julio Medem
- 2023 - Cerrar los ojos, Víctor Erice

## Teatro
- 1968 - Marat Sade, de Peter Weiss (A).
- 1969 - Los Fantástikos (The Fantastiks), de Tom Jones y Harvey Schmidt (A).
- 1970 - Romance de lobos, de Valle-Inclán (A).
- 1971 - Dulcinea, de Gastón Baty (A).
- 1971 - Antígona, de Sófocles (A).
- 1971 - El círculo de tiza caucasiano, (Der kaukasische Kreidekreis) de Bertolt Brecht (A).
- 1972 - Los caciques, de Carlos Arniches (A).
- 1972 - Misericordia, de Benito Pérez Galdós (A).
- 1973 - Canta, gallo acorralado (Cock-a-Doodle Dandy), de Sean O'Casey (A).
- 1973 - La ciudad en la que reina un niño (La ville dont le prince est un enfant), de Henry de Montherlant (A).
- 1973 - Las tres hermanas (The Three sisters) de Antón Chéjov (A).
- 1974 - La zurra, de Jean de Létraz (A).
- 1976 - Galileo Galilei, de Bertolt Brecht (A).
- 1976/1977 - La carroza de plomo candente, de Francisco Nieva (A).
- 1978 - El médico a palos (Le médecin malgré lui), de Molière (A).
- 1978 - Las bacantes (The Bachae), de Eurípides (A).
- 1978 - Las galas del difunto y La hija del capitán, de Valle-Inclán (A).
- 1981 - El galán fantasma, de Calderón de la Barca (A).[7]
- 1982 - El sombrero de copa, de Vital Aza (A).
- 1982 - Coronada y el toro, de Francisco Nieva (A).
- 1983 - El barón, de Moratín (A).
- 1983 - Casa de muñecas, de Henrik Ibsen (A).
- 1984 - El dúo de la africana, de Echegaray y Fernández Caballero (A).
- 1984 - Las mujeres sabias (Les femmes savantes), de Molière (A).
- 1984/1985 - Al derecho y al revés (Noises Off), de Michael Fryan (A).
- 1985 - La locandiera, de Carlo Goldoni (A).
- 1985 - Anselmo B, de Francisco Melgares (A).
- 1987 - És així, si us ho sembla (Così è, se vi pare), de Luigi Pirandello (A).
- 1988/1989 - Lorenzaccio, de Alfred de Musset (A).
- 1989 - Amado monstruo, de Javier Tomeo (A).
- 1991 - El gallitigre, de Javier Tomeo (A).
- 1991 - Desig, de Josep Maria Benet i Jornet (A).
- 1991/1992 - La verdad sospechosa, de Juan Ruiz de Alarcón (A).
- 1993 - Golfos de Roma (A Funny Thing Happened on the Way to the Forum), de Stephen Sondheim (A).
- 1993 - El cazador de leones, de Javier Tomeo (A).
- 1993/1994 - Espectros (Ghosts), de Henrik Ibsen (A).
- 1994/1995 - La corona d'espines, de Josep Maria de Sagarra (A).
- 1996/1997 - Àngels a Amèrica (Angels in America), de Tony Kushner (A).
- 1997 - La gaviota (Чайка), de Antón Chéjov (A).
- 1998/2000 - Arte (Art), de Yasmina Reza (A).
- 2003 - Bartleby, l'escrivent (Bartleby, el escribano), de Henry Melville (A).
- 2003 - Estrellas bajo las estrellas, Festival de Teatro de Mérida (A).
- 2003/2004/reposición en 2012 - Celobert (Skylight), de David Hare (A) (D, solo en la reposición de 2012).
- 2004/2005 - El rey Lear, de William Shakespeare (A).
- 2005/2007 - La Cabra o qui és Sylvia? (The Goat or Who Is Sylvia?), de Edward Albee (A) (D).
- 2006/2007 - La nit just abans dels boscos, de Bernard-Marie Koltès (A)
- 2008/2010 - Su seguro servidor, Orson Welles, de Richard France (A)
- 2008/2010 - Los chicos de Historia (The History Boys), de Alan Bennett (A) (D)
- 2009/2010 - La vida por delante, de Romain Gary (D)
- 2010 - La gran sultana, de Miguel de Cervantes, Compañía Nacional de Teatro de Turquía (D)
- 2011/2012 - Yo lo que quiero es bailar, de Juan Carlos Rubio y Concha Velasco (D)
- 2011/2012 - Llama un inspector, de J.B. Priestley (A) (D)
- 2012 - Hélade (Grecia), de David Guzmán, Festival de Mérida (A)
- 2012 - El tipo de la tumba de al lado, basada en el best-seller de la escritora sueca Katarina Mazetti (D)
- 2012/2013 - Forests, de William Shakespeare (A)
- 2013 - Fuegos, de Marguerite Yourcenar, Festival de Mérida (D)
- 2014 - Tierra de nadie, de Harold Pinter (A).
- 2015 - Sócrates, juicio y muerte de un ciudadano, de Mario Gas (A).
- 2018 - Moby-Dick, de Juan Cavestany, basada en la novela de Herman Melville (A).
- 2020 - Justícia, de Guillem Clua (A).[8]
- 2022 - El pare, de Florian Zeller (A).

(A) - Actor; (D) - Director

## Televisión
- La catedral del mar (2018)
- Nit i dia (2017)
- Web Therapy
  - "Un psicoanalista, un prestigioso telefonista erótico y un cambio de tornas" (5 de abril de 2016)
- Águila roja
  - "Encuentro entre Águila Roja y el padre Alejandro" (12 de diciembre de 2011)
- LEX
  - "Por el mejor" (10 de julio de 2008)
  - "Licencia para juzgar" (23 de noviembre de 2008)
- Quart (2007)
- Películas para no dormir
  - Adivina quién soy (2006), Enrique Urbizu
- Àngels i sants (2006)
- Casi perfectos
  - "Las tácticas de una profesora muy salvaje" (23 de febrero de 2004)
- 7 vidas
  - "Tetanic" (16 de junio de 2002)
- El club de la comedia (14 de octubre de 2001)
- Policías, en el corazón de la calle (2000-2003)
- Compañeros
  - "¿Lo hiciste por mí?" (8 de diciembre de 1999)
- Compuesta y sin novio (1994)
- Vostè mateix
  - "Secret de família" (12 de mayo de 1993)
- Villa Rosaura
  - "El doctor Schultz" (1 de enero de 1993)
- Las chicas de hoy en día
  - "Las chicas de hoy en día y el peso de la ley" (2 de marzo de 1992)
- Historias del otro lado
  - "Delirium" (15 de mayo de 1991)
  - "El sueño" (22 de mayo de 1991)
  - "El hombre medicina" (5 de junio de 1991)
  - "Regalo de navidad" (7 de febrero de 1996)
  - "Dual" (21 de febrero de 1996)
  - "El despacho del doctor Armengot" (28 de abril de 1996)
- Miguel Servet, la sangre y la ceniza (1989)
  - "Tiempo de apocalipsis" (1 de marzo de 1989)
  - "El hermano perdido" (8 de marzo de 1989)
- Crònica negra
  - "Per l'amor de Déu" (13 de enero de 1989)
- Històries de cara i creu
  - "El còndor reial recorre les altures del somni" (30 de enero de 1987)
- Turno de oficio
  - "Con la venia, Señoría" (14 de enero de 1987)
- La comedia musical española
  - "La estrella de Egipto" (22 de octubre de 1985)
  - "Las de Villadiego" (10 de diciembre de 1985)
  - "El sobre verde" (24 de diciembre de 1985)
- La Comedia
  - "La importancia de llamarse Ernesto" (13 de marzo de 1984)
- Anillos de oro
  - "El país de las maravillas" (11 de noviembre de 1983)
- Don Baldomero y su gente (1982)
- Cervantes (1980)
- Estudio 1
  - "Los padres terribles" (5 de octubre de 1980)
  - "A media luz los tres" (21 de diciembre de 1980)
  - "Soledad" (11 de diciembre de 1981)
  - "El legado de los Rosmer" (21 de febrero de 1983)
  - "El Barón" (8 de agosto de 1983)
  - "El sombrero de copa" (21 de agosto de 1984)
- Teatro breve
  - "Lo que no vuelve" (13 de marzo de 1980)
  - "Veneno activo" (11 de diciembre de 1980)
  - "Concierto para piano y hacha" (8 de marzo de 1981)
  - "Las grandes batallas navales" (21 de junio de 1981)
- Curro Jiménez
  - La dolorosa (9 de febrero de 1977)
- Novela
  - "La primera actriz" (7 de febrero de 1977)
  - "La muerte le sienta bien a Villalobos" (3 de octubre de 1977)
- La señora García se confiesa
  - "La amiga" (21 de diciembre de 1976)
- El quinto jinete
  - "Los dados" (31 de diciembre de 1975)
- Ficciones
  - "Pillos, campesinos y tambores" (19 de agosto de 1974)
  - "La esposa del esposado" (22 de octubre de 1981)
- El Pícaro
  - Capítulo 12: "El engaño que Lucas hizo a un mercader y el engaño que resultó de este engaño" (29 de enero de 1975)
- Cuentopos (1974)
- Silencio, estrenamos
  - 12 de junio de 1974
- Los libros
  - "Fray Gerundio de Campazas" (14 de mayo de 1974)
- Noche de teatro
  - "La visita de la Vieja Dama" (10 de mayo de 1974)[9]
  - "Las Meninas" (28 de junio de 1974)
- Teatro de misterio
  - "Matar dos pájaros" (21 de septiembre de 1970)

## Premios
Premios Goya
| Año  | Categoría                                   | Película     | Resultado |
| ---- | ------------------------------------------- | ------------ | --------- |
| 1999 | Mejor interpretación masculina protagonista | Amic/Amat    | Candidato |
| 2012 | Mejor interpretación masculina de reparto   | Blancanieves | Candidato |

Premios Gaudí
| Año  | Categoría                               | Resultado |
| ---- | --------------------------------------- | --------- |
| 2016 | Premio Gaudí "Miquel Porter" Honorífico | Ganador   |

Premios Feroz
| Año  | Categoría              | Película | Resultado |
| ---- | ---------------------- | -------- | --------- |
| 2018 | Mejor actor de reparto | El reino | Candidato |

Premios Sant Jordi de Cinematografía
| Año  | Categoría           | Película               | Resultado |
| ---- | ------------------- | ---------------------- | --------- |
| 1989 | Mejor actor español | El complot dels anells | Ganador   |

Medallas del Círculo de Escritores Cinematográficos
| Año  | Categoría              | Película        | Resultado |
| ---- | ---------------------- | --------------- | --------- |
| 1999 | Mejor actor            | Amic/Amat       | Candidato |
| 2012 | Mejor actor secundario | Blancanieves    | Candidato |
| 2023 | Mejor actor secundario | Cerrar los ojos | Candidato |

Premios de la Unión de Actores
| Año  | Categoría                                       | Serie/Montaje                       | Resultado |
| ---- | ----------------------------------------------- | ----------------------------------- | --------- |
| 1992 | Mejor interpretación secundaria de teatro       | La verdad sospechosa                | Candidato |
| 1998 | Mejor interpretación protagonista de teatro     | Arte                                | Candidato |
| 2000 | Mejor interpretación protagonista de televisión | Policías, en el corazón de la calle | Candidato |
| 2001 | Mejor interpretación protagonista de televisión | Policías, en el corazón de la calle | Candidato |
| 2007 | Mejor actor protagonista de teatro              | La Cabra o qui és Sylvia?           | Ganador   |

Fotogramas de Plata
| Año  | Categoría                 | Serie/Montaje                       | Resultado |
| ---- | ------------------------- | ----------------------------------- | --------- |
| 1996 | Mejor actor de teatro     | Àngels a Amèrica                    | Candidato |
| 1998 | Mejor actor de teatro     | Arte                                | Finalista |
| 2000 | Mejor actor de televisión | Policías, en el corazón de la calle | Candidato |
| 2004 | Mejor actor de teatro     | El rey Lear                         | Ganador   |
| 2007 | Mejor actor de teatro     | La Cabra o qui és Sylvia?           | Candidato |
| 2018 | Mejor actor de teatro     | Moby Dick                           | Candidato |

Premios de la Academia de la Televisión de España
| Año  | Categoría                      | Serie                                                        | Resultado |
| ---- | ------------------------------ | ------------------------------------------------------------ | --------- |
| 2001 | Mejor interpretación masculina | Policías, en el corazón de la calle                          | Candidato |
| 2002 | Mejor interpretación masculina | Policías, en el corazón de la calle Carles, príncep de Viana | Candidato |
| 2017 | Mejor actor                    | Nit i dia                                                    | Candidato |

Premios Butaca
| Año  | Categoría                        | Película/Montaje          | Resultado |
| ---- | -------------------------------- | ------------------------- | --------- |
| 1999 | Mejor actor catalán de cine      | Amic/Amat                 | Ganador   |
| 2004 | Mejor actor catalán de cine      | Sévigné                   | Ganador   |
| 2006 | Mejor actor catalán de teatro    | La Cabra o qui és Sylvia? | Ganador   |
| 2007 | Mejor actor catalán de cine      | Barcelona (un mapa)       | Ganador   |
| 2011 | Mejor director catalán de teatro | Llama un inspector        | Candidato |
| 2011 | Mejor actor catalán de teatro    | Llama un inspector        | Candidato |

Premios Max
| Año  | Categoría                | Montaje                          | Resultado |
| ---- | ------------------------ | -------------------------------- | --------- |
| 1999 | Mejor actor protagonista | Arte                             | Candidato |
| 2005 | Mejor actor protagonista | El rey Lear                      | Candidato |
| 2007 | Mejor director de escena | La Cabra o qui és Sylvia?        | Ganador   |
| 2007 | Mejor adaptación teatral | La Cabra o qui és Sylvia?        | Ganador   |
| 2007 | Mejor espectáculo        | La Cabra o qui és Sylvia?        | Ganador   |
| 2007 | Mejor actor protagonista | La Cabra o qui és Sylvia?        | Candidato |
| 2009 | Mejor adaptación teatral | Su seguro servidor, Orson Welles | Candidato |

Premios Valle Inclán de Teatro
| Año  | Categoría           | Montaje            | Resultado |
| ---- | ------------------- | ------------------ | --------- |
| 2011 | Mejor labor teatral | Llama un inspector | Candidato |

Premios Pávez - Festival Nacional de Cortometrajes Talavera de la Reina
| Año  | Premio           | Resultado |
| ---- | ---------------- | --------- |
| 2021 | Pávez Honorífico | Ganador   |

Otros premios
- 1984: Premio Ricardo Calvo del Ayuntamiento de Madrid.
- 2002: Premio del Festival Internacional de TV de Venecia por Carles, príncep de Viana.
- 2004:  Premio Nacional de Teatro de la Generalidad de Cataluña.
- 2006: Premio Barcelona de Cine por Sévigné.
- 2006: Premio Nacional de Teatro del Ministerio de Cultura de España.
- 2007: Premio Terenci Moix por La Cabra o qui és Sylvia?.
- 2017: Premio Ondas por Nit i dia.
- 2020: Premio La Barraca a las Artes Escénicas.[11]
- 2024: Medalla de Oro al Mérito en las Bellas Artes.[12]